# Campeonato Europeo de Rugby League División B 2021
El Campeonato Europeo de Rugby League División B de 2021 fue la décima edición del torneo de segunda división europeo de rugby league.
El torneo se disputó en Belgrado, Serbia desde el 3 al 9 de octubre de 2021, el torneo originalmente estaba planificado para disputarse en octubre y noviembre de 2020 pero finalmente fue pospuesto por la pandemia de COVID-19.

## Equipos
- Rusia
- Serbia
- Ucrania

## Posiciones
| Pos. | Equipo  | Encuentros | Encuentros | Encuentros | Encuentros | Tantos  | Tantos    | Tantos     | Puntos |
| Pos. | Equipo  | jugados    | ganados    | empatados  | perdidos   | a favor | en contra | diferencia | Puntos |
| ---- | ------- | ---------- | ---------- | ---------- | ---------- | ------- | --------- | ---------- | ------ |
| 1    | Serbia  | 2          | 2          | 0          | 0          | 120     | 28        | +92        | 4      |
| 2    | Ucrania | 2          | 1          | 0          | 1          | 114     | 72        | +42        | 2      |
| 3    | Rusia   | 2          | 0          | 0          | 2          | 28      | 162       | -134       | 0      |

|  | Asciende a la División A 2022.  |
|  | Desciende a la División C 2022. |

### Resultados
| 3 de octubre de 2021 | Serbia | 66 - 10 | Rusia |  |  |

| 6 de octubre de 2021 | Rusia | 18 - 96 | Ucrania |  |  |

| 9 de octubre de 2021 | Serbia | 54 - 18 | Ucrania |  |  |

| Bandera de Serbia |
| Campeón Serbia    |
| Cuarto título     |